# معزاب القحمي (بني العوام)

تعديل مصدري - تعديل

معزاب القحمي هي إحدى قرى عزلة جبل نمر بمديرية بني العوام التابعة لمحافظة حجة، بلغ تعداد سكانها 601 نسمة حسب تعداد اليمن لعام 2004.